# Al Feuerbach
Al Feuerbach, celým jménem Allan Dean Feuerbach (* 14. ledna 1948, Preston), je bývalý atletický reprezentant Spojených států amerických, který byl světovým rekordmanem ve vrhu koulí v hale i na otevřené dráze a řadu let patřil do absolutní světové špičky.

## Život
Jeho otec Gene Feuerbach byl veterinář a při studiu na vysoké škole hrál v univerzitním týmu baseball. Al Feuerbach trénoval vrh koulí doma na trávníku a matka mu vyčítala, že po dopadech koule zůstávají díry. Chtěla, aby přestal s atletikou. Ale on řekl, že je to jediná věc na světě, kterou chce dělat. Během studia na střední škole v Prestonu závodil ve vrhu koulí, vyhrál středoškolské závody a překonal školní rekord. Přesto lidé v jeho okolí nevěřili, že dosáhne další úspěchy.
Po ukončení střední školy pokračoval ve studiu na Emporia State University ve státě Kansas. Při studiu intenzivně trénoval a jeho výsledky se zlepšovaly. Protože měl o něco menší postavu a výrazně menší hmotnost než jiní vrhači, trenér mu řekl, že bude jediný koulař pod 90 kg, který překoná 18 m. Po ukončení studia na vysoké škole roku 1970 se odstěhoval do Kalifornie. Žil v San José ve skromně zařízeném bytě a rozhodl se věnovat atletice 24 hodin denně.
Po jednom ze závodů v roce 1970, kdy Al Feuerbach překonal hranici 19 m, o něm tehdejší světový rekordman ve vrhu koulí Randy Matson (hmotnost 125 kg) prohlásil, že na atleta jeho postavy mu jde vrh koulí dobře. Relativně menší hmotnost Al Feuerbach doháněl konzumací šťavnatých steaků a mlékem, kterého pil více než 2 litry denně. Při vrhu koulí spoléhal především na sílu a rychlost.
Už v době sportovní kariéry Al Feuerbach pracoval jako návrhář sportovní obuvi značky Nike. Od roku 1977 roku závodil v dresu týmu Athletics West, který založil známý americký kouč Bill Bowerman. V tomto týmu působily i další slavné osobnosti, jako např. olympijský vítěz Mac Wilkins, několikanásobný vítěz maratónu v New Yorku Alberto Salazar, olympijský vítěz Frank Shorter a mistryně světa Mary Deckerová. Tou dobou ale už byl Al Feuerbach za vrcholem výkonnosti.
V roce 1980 se americký prezident Jimmy Carter rozhodl bojkotovat Letní olympijské hry 1980 v Moskvě, kvůli invazi Sovětského svazu do Afghánistánu. Al Feuerbach s tím nesouhlasil, protože se v důsledku bojkotu nemohl zúčastnit své třetí olympiády. Během natáčení televizního pořadu The Road to Moscow se seznámil se zvukařkou Anne, kterou si v roce 1981 vzal za ženu. Odešel z Nike a začal pracovat ve stejné společnosti jako jeho manželka. Sportovní kariéru ukončil v roce 1983 kvůli zranění. Před koncem kariéry se odstěhoval do pohoří Santa Cruz. Od roku 1984 podniká v oboru záznamu zvuku a spolupracuje s různými televizními společnostmi.

## Sportovní úspěchy
Dne 22. ledna 1971 v San Francisku předvedl Al Feuerbach tehdejší nejlepší světový halový výkon ve vrhu koulí – 21,00 m a porazil olympijského vítěze z Mexika Randy Matsona. Poprvé se stal halovým mistrem Spojených států amerických ve vrhu koulí. V létě pak výkonem 19,76 m zvítězil i na Panamerických hrách, které se konaly ve městě Cali v Kolumbii.
Už počátkem roku 1972 naznačil Al Feuerbach dobrou formu, když 5. února vytvořil v Pocatellu výkonem 21,15 m nový halový světový rekord ve vrhu koulí. Tři týdny před olympiádou v Mnichově, dne 6. srpna 1972, poslal Al Feuerbach v Long Beach kouli do vzdálenosti 21,52 m a odjížděl na olympiádu jako favorit. Na letních olympijských hrách 1972 v Mnichově ale nedokázal tento výkon zopakovat. Ve vyrovnaném závodě, kdy o pořadí na prvních místech rozhodovaly centimetry, zůstal nakonec velmi dobrým výkonem 21,01 m bez medaile.
| Pozice | Atlet                | Výkon   | Pozn.         |
| ------ | -------------------- | ------- | ------------- |
| 1      | Władysław Komar      | 21,18 m | Olymp. rekord |
| 2      | George Woods         | 21,17 m |               |
| 3      | Hartmut Briesenick   | 21,14 m |               |
| 4      | Hans-Peter Gies      | 21,14 m |               |
| 5      | Al Feuerbach         | 21,01 m |               |
| 6      | Brian Oldfield       | 20,91 m |               |
| 7      | Heinfried Birlenbach | 20,37 m |               |
| 8      | Vilmos Varjú         | 20,10 m |               |

Roku 1973 Al Feuerbach nejprve 27. ledna v Portlandu výkonem 21,17 m opět překonal světový halový rekord ve vrhu koulí. Dne 5. května 1973 v americkém San José vytvořil nový světový rekord i na otevřené dráze, tentokrát výkonem 21,82 m. Překonal tak svého krajana Randy Matsona, který držel světový rekord už od května 1965. Stal se také poprvé mistrem Spojených států amerických ve vrhu koulí na otevřené dráze.
V roce 1974 se Al Feuerbach opět stal mistrem Spojených států amerických ve vrhu koulí pod širým nebem. Jeho nejlepší výkon, dosažený dne 31. května 1974 v americkém městě Wichita, činí 21,60 m, což ho zařadilo na třetí místo světových tabulek v tom roce. Titul mistra Spojených států amerických ve vrhu koulí získal i v následujícím roce, a to jak v hale, tak i na otevřené dráze. Výkonem 21,24 m, dosaženým 12. dubna 1975 v Honolulu, obsadil 4. místo ve světových tabulkách.
Velmi dobrou výkonnost si udržoval i nadále a kvalifikoval se na Letní olympijské hry 1976 v kanadském Montrealu. Výborný výkon 21,74 m, dosažený dne 22. května v Modestu, ho zařadil mezi favority olympiády. Na olympiádě v Montrealu, stejně jako předtím v Mnichově, nedokázal svůj výkon zopakovat. Obsadil čtvrté místo, přičemž jeho nejdelší pokus měřil jen 20,55 m.
Rok 1978 mu zase přinesl titul mistra Spojených států amerických ve vrhu koulí v hale i na otevřené dráze. Jeho nejlepší výkon 21,07 m, dosažený 29. dubna v San José, znamenal třetí místo ve světových tabulkách nejlepších výkonů za tento rok. Ještě v roce 1980 se mezi kvalitními americkými koulaři dokázal kvalifikoval na olympiádu v Moskvě, ale nemohl se jí zúčastnit kvůli bojkotu ze strany USA.

## Postavení vesvětových tabulkách
Al Feuerbach se během své kariéry řadu let pohyboval mezi prvním až čtvrtým místem každoročního žebříčku nejlepších světových výkonů ve vrhu koulí. Na prvním místě žebříčku byl v roce 1973, kdy ve vrhu koulí překonal světový rekord. Tento výkon (21,82 m) by stačil i po 35 letech na vítězství na Letních olympijských hrách 2008.
| Pozice | Atlet              | Výkon   | Datum      | Místo           | Poznámka       |
| ------ | ------------------ | ------- | ---------- | --------------- | -------------- |
| 1      | Al Feuerbach       | 21,82 m | 05.05.1973 | San José        | Světový rekord |
| 2      | Hartmut Briesenick | 21,67 m | 01.09.1973 | Potsdam         |                |
| 3      | Brian Oldfield     | 21,60 m | 25.05.1973 | Salt Lake City  | Hala           |
| 4      | George Woods       | 21,27 m | 23.02.1973 | New York        | Hala           |
| 5–6    | Jaroslav Brabec    | 21,04 m | 01.09.1973 | Banská Bystrica |                |
| 5–6    | Fred DeBernardi    | 21,04 m | 12.05.1973 | Philadelphia    | Hala           |

## Shrnutí výsledků
Al Feuerbach zvítězil na Panamerických hrách v roce 1971 a v roce 1979 skončil na čtvrtém místě. Celkem 4× se stal mistrem USA ve vrhu koulí na otevřené dráze a 3× mistrem USA ve vrhu koulí v hale. V letech 1972 a 1973 překonal světové rekordy ve vrhu koulí v hale. V roce 1973 překonal světový rekord ve vrhu koulí na otevřeném hřišti, který potom držel tři roky. Al Feuerbach má osobní rekord ve vrhu koulí v hale 21,44 m a pod širým nebem 21,82 m.
| Rok  | Akce                      | Místo    | Disciplína | Pozice | Výkon   |
| ---- | ------------------------- | -------- | ---------- | ------ | ------- |
| 1971 | Panamerické hry 1971      | Cali     | Vrh koulí  | 1.     | 19,76 m |
| 1972 | Letní olympijské hry 1972 | Mnichov  | Vrh koulí  | 5.     | 21,01 m |
| 1976 | Letní olympijské hry 1976 | Montreal | Vrh koulí  | 4.     | 20,55 m |

## Výkonnostní vývoj
| Rok   | 1971    | 1972    | 1973    | 1974    | 1975    | 1976    | 1977    | 1978    | 1979    |
| Výkon | 21,00 m | 21,52 m | 21,82 m | 21,60 m | 21,24 m | 21,74 m | 20,65 m | 21,07 m | 20,64 m |